# Acroporidae
Az Acroporidae a virágállatok (Anthozoa) osztályába és a kőkorallok (Scleractinia) rendjébe tartozó család.
A WoRMS adatai szerint 296 elfogadott faj tartozik ebbe a korallcsaládba.

## Rendszerezés
A családba az alábbi 7 nem tartozik:
- Acropora Oken, 1815 - 162 faj; típusnem
- Alveopora Blainville, 1830 - 17 faj
- Anacropora Ridley, 1884 - 7 faj
- Astreopora Blainville, 1830 - 17 faj
- Enigmopora Ditlev, 2003 - 1 faj
- Isopora Studer, 1878 - 7 faj
- Montipora Blainville, 1830 - 85 faj